# Tonic
I Tonic sono un gruppo musicale rock statunitense originario di Los Angeles.

## Storia del gruppo
Il gruppo si è formato nel 1993 per iniziativa di Emerson Hart e Jeff Russo. Nel 1996, alcuni mesi dopo aver firmato un contratto discografico, il gruppo ha pubblicato l'album d'esordio Lemon Parade, su cui ha lavorato il produttore Jack Joseph Puig. Lemon Parade è stato certificato disco di platino dalla RIAA.
Nel 1997 il loro brano Eyes of Sound viene inserito nella colonna sonora del film Scream 2. Nel 1998, invece, Flower Man è parte delle musiche del film X-Files - Il film.
Nel novembre 1999 è stato pubblicato Sugar, secondo album in studio per il gruppo. Il brano You Wanted More, tratto da questo disco, è stato inserito nella colonna sonora del film American Pie.
Nel 2002, in collaborazione con Bob Rock, il gruppo ha realizzato il suo terzo album Head on Straight, che ha ottenuto due nomination ai Grammy Awards 2003 (miglior album rock e miglior performance rock di un duo o un gruppo per Take Me As I Am).
Dal 2004 al 2008 il gruppo è stato in pausa, con Hart che ha pubblicato un album solista (Cigarettes and Gasoline) nel 2007, Russo che invece è entrato nella line-up dei Low Stars e Lavery che ha partecipato ad alcune colonne sonore e ha collaborato con i The Fray.
Nel novembre 2008 il gruppo ha annunciato la propria reunion e circa un anno e mezzo dopo, nel maggio 2010, è uscito l'album eponimo Tonic.

## Formazione
Attuale
- Emerson Hart - voce, chitarre
- Jeff Russo - chitarre, cori, piano
- Dan Lavery - basso, cori, piano

Ex membri
- Dan Rothchild
- Kevin Shepard
- Pierce Bowers

## Discografia

### Album studio
- 1996 - Lemon Parade
- 1999 - Sugar
- 2002 - Head on Straight
- 2010 - Tonic

### Live
- 1999 - Live and Enhanced

### Raccolte
- 2009 - A Casual Affair: The Best of Tonic